# Astragalus asterias
Astragalus asterias es una especie de planta herbácea perteneciente a la familia de las leguminosas. Es originaria del Norte de África.

## Distribución y hábitat
Se encuentra entre las arena y oueds, de Marruecos, Túnez, Libia, Argelia y Egipto.

## Taxonomía
Astragalus asterias fue descrita por Christian von Steven y publicado en Bjulleten Moskovskogo Obačestva Ispytatelej Prirody, Otdel Biologičeskij 4: 267. 1832.
Etimología
Astragalus: nombre genérico derivado del griego clásico άστράγαλος y luego del Latín astrăgălus aplicado ya en la antigüedad, entre otras cosas, a algunas plantas de la familia Fabaceae, debido a la forma cúbica de sus semillas parecidas a un hueso del pie.
asterias: epíteto latino  que significa "como una estrella".
Sinonimia
- Astragalus asterias subsp. asterias
- Astragalus asterias subsp. radiatus (Batt.) Greuter
- Astragalus cruciatus subsp. radiatus Batt.
- Astragalus pseudostella Delile
- Astragalus radiatus Bunge
- Astragalus trabutianus Batt.[5]